# 이미지 (1960년)
이미지(李美枝, 1960년 6월 25일 ~ 2017년 11월 13일)는 대한민국의 배우이다.

## 학력
- 이리여자고등학교

## 생애
전라남도 구례에서 출생하였으며 지난날 한때 전라북도 익산에서 잠시 유아기를 보낸 적이 있고 그 후 전라북도 정읍에서 성장하였다.
1978년 영화 《지붕 위의 남자》로 데뷔하였고 1979년 MBC 문화방송 공채 탤런트로 선발되었다. 《육남매》, 《서울의 달》 등으로 인기를 끌었고, 주로 서민적이고 친근한 인물을 많이 연기했다. 주조연을 넘나들며 작품마다 제 구실을 다하는 배우였다.
2017년 11월 27일 사망한 지 2주일이 지나서야 발견되면서 사람들의 안타까움과 슬픔을 불렀으며, 고독사에 대한 사회적 관심을 환기하는 계기가 되었다.사인은 신장 쇼크사로 알려졌고, 고인의 유해는 화장 절차를 거쳐 인천해양장으로 바다에 안장되었다.

## 출연작

### 영화
- 1978년 《지붕 위의 남자》
- 1981년 《팔대취권》
- 1987년 《호걸춘풍》
- 2000년 《하피》
- 2003년 《스캔들: 조선남녀상열지사》
- 2005년 《메밀꽃 필 무렵》
- 2007년 《강남역 6번 출구를 나섰다》
- 2012년 《철가방 우수씨》

### 드라마
- 1980년 MBC 《백년손님》
- 1985년 MBC 《나리집》
- 1981년 MBC 《제1공화국》
- 1983년 MBC 《조선왕조 오백년:추동궁 마마》
- 1985년 MBC 《전원일기》 ... 노마 엄마 역
- 1988년 MBC 《돈》
- 1989년 MBC 《타오르는 강》
- 1990년 MBC 《조선왕조 오백년:대원군》
- 1990년 KBS 《파천무》
- 1991년 MBC 《우리들의 천국》
- 1992년 SBS 《두려움 없는 사랑》
- 1992년 MBC 《아들과 딸》
- 1994년 MBC 《서울의 달》
- 1995년 MBC 《TV시티》
- 1995년 KBS2 《간 큰 남자》
- 1997년 KBS 《파랑새는 있다》... 청풍의 처 역
- 1998년 MBC 《육남매》...임계순 역
- 1999년 KBS 《만남》
- 2000년 KBS 《태조 왕건》 ... 남원부인 역
- 2002년 KBS2 《태양인 이제마》 ... 살간네 역
- 2003년 KBS 《무인시대》 ... 이의방 처 조씨 역
- 2005년 KBS 《황금사과》 ... 정 여사 역
- 2007년 KBS 《사랑해도 괜찮아》
- 2007년 KBS 《한성별곡-정》
- 2008년 MBC 《쑥부쟁이》
- 2010년 KBS 《거상 김만덕》
- 2012년 KBS 《KBS 드라마 스페셜 - 아빠가 간다》
- 2015년 tvN & TV조선 《위대한 이야기 - 이주일의 못생겨서 죄송합니다》
- 2015년 MBN 《엄마니까 괜찮아》 ... 신성애 역

### 예능
- 2002년 《가족오락관》 왕건 팀

### 광고
- 2001년 롯데햄 베이컨경단 (김성겸과 함께 출연)

## 수상
- 1981년 MBC 연기대상 TV부문 여자신인상